# Идула
Идула је мало ненасељено острво у хрватском делу Јадранског мора.
Налази се северозападно од острва Угљан удаљен 0,5 km од рта Св. Петар. Површина острва износи 0,142 km². Дужина обалске линије је 1,41 km.. Највиши врх је висок 25 m. 